# Carabus phoenix
Carabus phoenix es una especie de insecto adéfago del género Carabus, familia Carabidae. Fue descrita científicamente por Vacher de Lapouge en 1925.
Habita en Israel, Líbano y Siria.